# 张岩 (海军)
张岩（1942年12月—2022年12月26日），辽宁辽阳人，中国人民解放军正军职退休干部、原海军北海舰队副司令员。

## 生平
张岩1960年7月入伍，1965年7月加入中国共产党。历任学员、鱼雷长、副艇长、艇长，某基地副参谋长、参谋长、副司令员，潜艇学院副院长、舰队副参谋长、海军旅顺基地司令员等职。
2022年12月26日，张岩因病于青岛逝世，享年80岁。讣告刊登在2023年2月2日的《解放军报》。